# لئونارد هانسون
لئونارد هانسون (انگلیسی: Leonard Hanson; ۱ نوامبر ۱۸۸۷ – ۲۷ اکتبر ۱۹۴۹) ژیمناست هنری اهل بریتانیا بود.